# Грайево
Грайѐво (на полски: Grajewo) е град в Североизточна Полша, Подляско войводство. Административен център е на Грайевски окръг, както и на селската Грайевска община, без да е част от нея. Самият град е обособен в самостоятелна градска община с площ 18,93 км2. Към 2010 година населението му възлиза на 22239 души.